# 车林齐密特

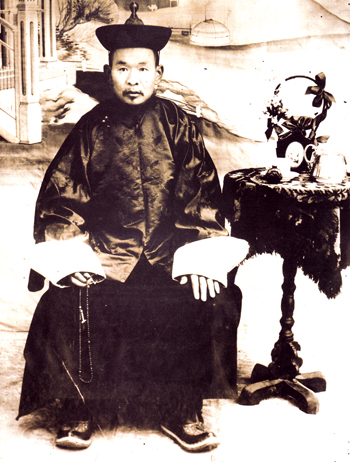

车林齐密特（藏語：ཏཱ་བླ་མ་ཚེ་རིང་འཆི་མེད།，1877年—1914年）蒙古族，今蒙古国库苏古尔省人，外蒙古喇嘛、外蒙古独立领导人之一。
1911年12月30日至1914年6月，车林齐密特担任大蒙古国第一任内务大臣，并且在1911年12月30日至1912年7月上旬以内务大臣的身分总管大蒙古国政府事务并兼管黄教事务。

## 生平

### 推动外蒙古独立
车林齐密特早年成为喇嘛，并被培养为文书，在管理也克沙毕的库伦额尔德尼商卓特巴衙门历任宰桑喇嘛（一译斋桑喇嘛）、达喇嘛。
1911年，辛亥革命爆发。同年7月10日，土谢图汗部右翼左旗札萨克和硕亲王杭達多爾濟提议独立，得到了那木囊苏伦、土谢图汗部中左翼末旗辅国公衔札萨克头等台吉那木萨赖、副达喇嘛车林齐密特等人的支持。1911年7月29日，杭达多尔济、车林齐密特和海山率领的外蒙古代表团从库伦出发，秘密赴俄罗斯帝国的圣彼得堡访问，要求俄国支持外蒙古独立。1911年12月1日，杭達多爾濟、车林齐密特等一同拥戴第八世哲布尊丹巴呼图克图宣布外蒙古独立，成立大蒙古国，随即驱逐了库伦办事大臣三多等清朝委派的所有官员。同年12月29日第八世哲布尊丹巴呼图克图登基称“额真汗”（又俗称博克多汗）。

### 总揽政教大权的内务大臣
1911年12月30日，大蒙古国政府成立，下设内务、外务、财政、兵部、刑部共5个部。其中，内务部的内务大臣由库伦商卓特巴衙门的达喇嘛、现同时获赐“沁苏珠克图”名号的车林齐密特担任，同时车林齐密特奉命兼掌黄教事务，还享受亲王待遇。12月30日博克多汗的封赏名单中，车林齐密特排名第2位，仅次于杭达多尔济，其封赏内容如下：
达喇嘛车林齐密特，著赐沁苏珠克图名号，赏带有三层锦缎坐垫和靠背的坐椅，并赏黄缰，坐绿围车，食亲王俸，免纳财产税。并充任朝臣，著授内务大臣之职，同时兼掌黄教事务。
担任内务大臣之后，车林齐密特成为大蒙古国的实权人物，在海山的协助下，一手掌控大蒙古国政府的大权，并兼掌黄教事务，从而总揽政教事务。各项决
策均由车林齐密特领衔上奏博克多汗。其权势之盛，使得梁鹤年在《库伦独立始末记》中错误地将其称为内阁总理大臣，而实际上内阁总理大臣一职直到1912年7月才设立，而且首任内阁总理大臣并非车林齐密特，而是那木囊苏伦。

### 被削权的内务大臣
大权在握的内务大臣车林齐密特在海山的辅佐下，企图削弱蒙古王公们的传统特权，从而引起了王公们的强烈不满。车林齐密特和海山垄断了朝政，使王公们无法直接向博克多汗上奏。此外，车林齐密特和海山也是立场坚定的“泛蒙古主义者”，力图联合全体蒙古族创建不依附任何国家的独立的“大蒙古帝国”。而当时俄罗斯帝国只愿意外蒙古独立，而不愿牵扯内蒙古（因顧慮日本反應），故同车林齐密特和海山立场相左，从而也对他们失去了信任。
在俄国以及蒙古王公们的强大压力下，博克多汗迫于压力，于1912年7月上旬开始设置“内阁总理大臣”一职，旨在解除车林齐密特的大权，并任命那木囊苏伦为首任内阁总理大臣，当时那木囊苏伦尚不在库伦。1912年10月25日（蒙历共戴二年季秋月（九月）十五日），已回到库伦的那木囊苏伦接奉内阁总理大臣印信，正式就任大蒙古国的首任内阁总理大臣，同时他上奏博克多汗任命那旺纳林（外蒙古车臣汗部车臣汗旗札萨克格根车臣汗）为第一副总理大臣，棍楚克苏隆（内蒙古哲里木盟科尔沁左翼前旗札萨克宾图郡王）为第二副总理大臣。
1912年7月上旬设置“内阁总理大臣”一职之后，仍担任内务大臣的车林齐密特的权力被严重削弱，同时，海山的影响力也大为下降。车林齐密特曾想访问日本东京，以争取日本承认大蒙古国的独立，但由于俄国的阻挠，车林齐密特在哈尔滨被遣送回蒙古。
约在1914年6月下旬，车林齐密特被解除“内务大臣”一职，贬为西部边境参赞大臣（西部边境指科布多地区），在自库伦赴任的途中逝世。车林齐密特去职之后，接替其“内务大臣”职务的为毕里克图公爵达喇嘛达什札布。